# Museu Carmen Miranda
O Museu Carmen Miranda (MCM) é um museu criado em homenagem a cantora e atriz Carmen Miranda, localizado no Aterro do Flamengo na cidade do Rio de Janeiro e aberto ao público desde 1976.
O espaço foi fechado à visitação em 2013, mas reaberto ao público em 4 de agosto de 2023 após obras de revitalização. Parte do seu acervo (168 itens), entre turbantes, roupas e acessórios diversos estão em exposição on-line na plataforma "We wear Culture", lançada pelo Google para difundir exposições de moda ao redor do mundo.

## Histórico
O Museu Carmen Miranda foi oficialmente estabelecido em 1956, por meio do decreto n° 886, assinado por Francisco Negrão de Lima, então Governador do Distrito Federal. A primeira exposição póstuma, organizada por Nilson Penna, teve sua inauguração em 19 de outubro de 1957, na Praça do Congresso, contando com a presença do presidente Juscelino Kubitschek e da primeira-dama Sara. No entanto, a inauguração do museu só ocorreu vinte anos depois, em 5 de agosto de 1976, pelo Governador do Rio de Janeiro, Floriano Peixoto Faria Lima. O museu foi instalado no Aterro do Flamengo e seu prédio circular foi projetado pelo arquiteto Affonso Eduardo Reidy, sendo posteriormente adaptado pelo arquiteto Ulysses Burlamaqui.
Inicialmente, o prédio foi concebido como um pavilhão destinado ao playground do Morro da Viúva, integrado ao espaço dedicado às crianças, conforme o plano de urbanização do Aterro do Flamengo, desenvolvido em 1962. O edifício possui um design circular, com um diâmetro de 22 metros, incluindo um pátio interno que favorece a ventilação e a iluminação. Sua fachada é constituída pela própria estrutura de concreto aparente, em dobraduras para promover sustentação, apresentando balanços variáveis. O acesso ao prédio é feito por meio de duas portas basculantes, que quando abertas, criam marquises e destacam as entradas.
O museu abriga a maior coleção de objetos originais pertencentes a Carmen Miranda, incluindo sua indumentária, acessórios, objetos pessoais e uma vasta documentação textual e iconográfica. Além disso, contém documentos relacionados a outros artistas e compositores contemporâneos de Carmen. Graças ao seu acervo, o museu desempenha um papel fundamental na divulgação de informações sobre a vida e a carreira da cantora, tornando-se uma valiosa fonte de pesquisa e comunicação. O acervo abrange mais de três mil itens, incluindo 1.500 fotografias que documentam tanto a trajetória artística quanto pessoal de Carmen Miranda. Ademais, conta com uma coleção de cinco mil recortes de jornais e revistas que narram os eventos históricos relacionados à vida da artista. Todo o acervo foi doado pela família,  através de sua irmã Aurora Miranda e do viúvo David Sebastian, após o falecimento de Carmen Miranda, em agosto de 1955.
Dentre os itens de destaque, encontram-se a saia usada em sua estreia na Broadway, o turbante usado em seu casamento, e diversos trajes completos de seus shows. Além disso, a coleção inclui sua certidão de casamento, uma menção honrosa do Governo dos Estados Unidos por seus serviços durante a Segunda Guerra Mundial, e o programa do show "A Night in Rio" realizado no hotel The Waldorf Astoria em 1939. Também estão presentes caricaturas de Carmen inspiradas no filme "Entre a Loura e a Morena" (1943), junto a outros documentos representativos de sua trajetória artística.
A coleção de partituras é composta por 980 itens, destacando-se 80 partituras impressas da década de 1930. O acervo ainda conta com uma significativa documentação bibliográfica e iconográfica, incluindo roteiros originais de filmes realizados nos Estados Unidos, com anotações feitas pela própria cantora, além de troféus, roteiros de programas de rádio e televisão, e diversos agradecimentos. Cerca de 10 mil pessoas visitavam o local por ano, sendo 60% público estrangeiro.
Durante muitos anos, Cecilia Miranda de Carvalho (uma de suas irmãs) foi a gestora do acervo do museu.

## Acervo

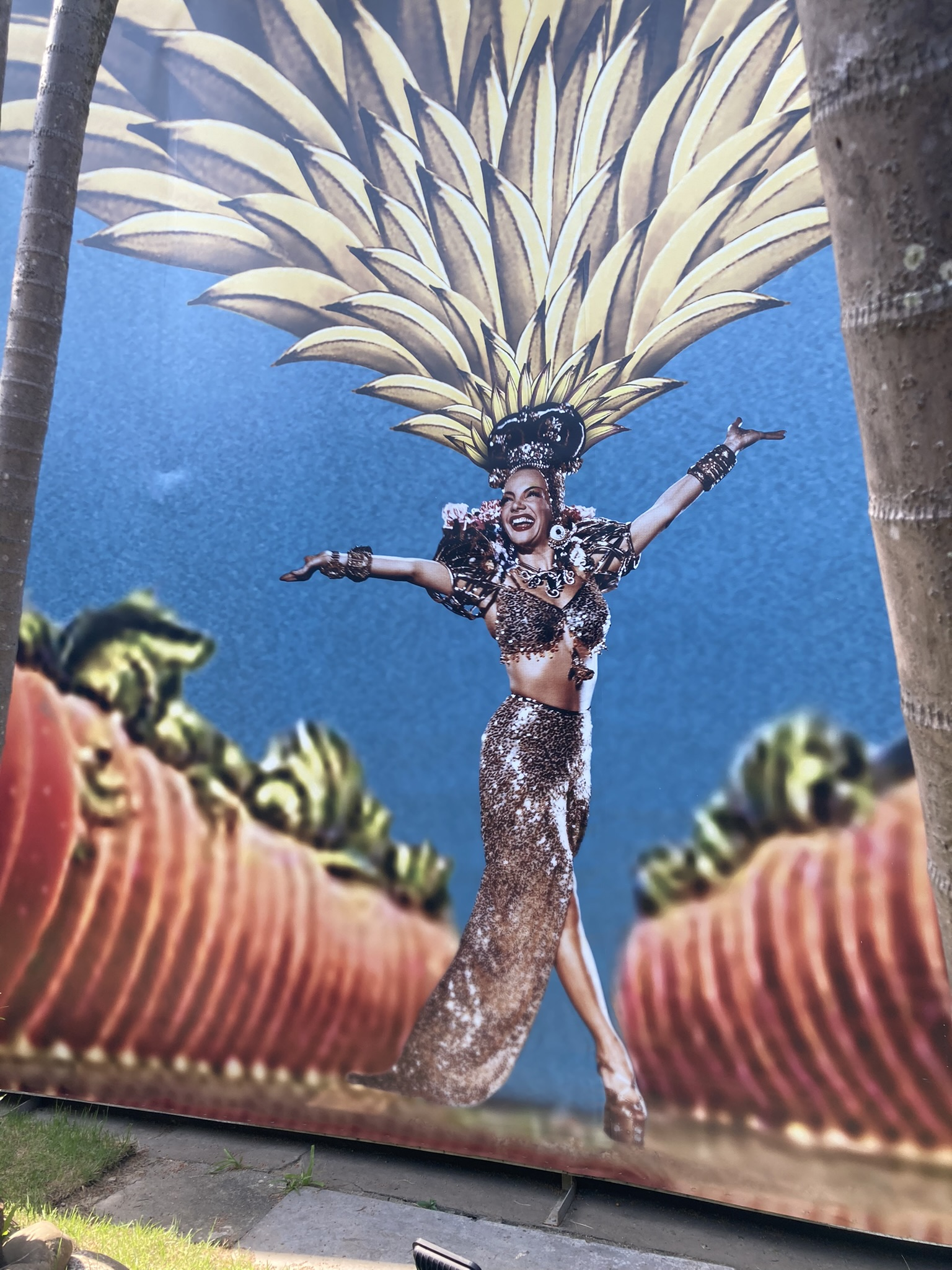
O jardim interno do museu.

O acervo do museu teve início com as doações da família da cantora e atualmente abriga um total de 3.560 itens. Entre esses, estão 461 peças de indumentárias, incluindo 220 bijuterias, 11 trajes completos de shows e filmes, além de cintos, sapatos, turbantes e uma vasta coleção de 1.900 partituras, manuscritos e roteiros. Também fazem parte do acervo fotografias e cartazes. Os trajes sociais e de shows são especialmente destacados, e nas vitrines é possível encontrar objetos pessoais como espelhos e escovas. Dois itens de grande destaque são o traje de estreia na Broadway e o usado no dia em que Carmen Miranda deixou sua marca na calçada da fama do Grauman's Chinese Theatre em 1941. No entanto, a maioria das peças não está incluída na exposição permanente do museu.
Em 2013, o governo estadual do Rio de Janeiro, por meio da Secretaria de Cultura, anunciou um projeto de restauração envolvendo 454 objetos pertencentes ao museu. Destes, 91 itens, entre roupas, turbantes, bijuterias e sapatos usados nos filmes "Copacabana" (1947) e "Scared Stiff" (1953), bem como em apresentações na Inglaterra, Cuba e nos Estados Unidos. Entre esses objetos está a fantasia usada por Carmen Miranda em sua última apresentação, pouco antes de seu falecimento. A Secretaria Estadual de Cultura planeja investir cerca de R$ 1,5 milhão na restauração desses 91 objetos.
Em 2009, o Governo do Estado do Rio de Janeiro anunciou a construção da nova sede do Museu da Imagem e do Som em Copacabana, ocupando o local da antiga boate Help. A nova sede incluirá um espaço dedicado à artista, onde serão expostas mais de 90 peças originais de seu arquivo pessoal.

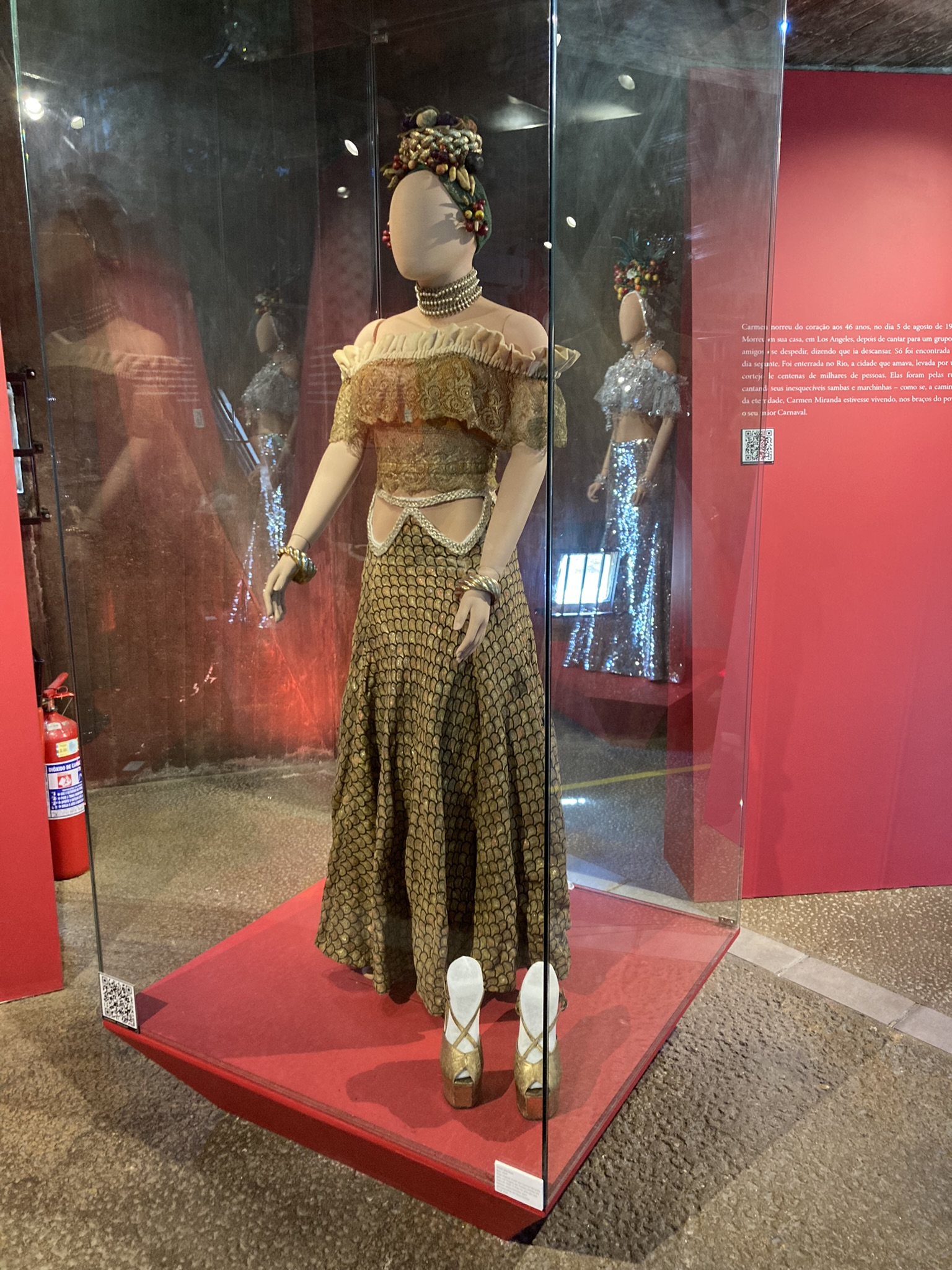
Traje original criado por Carmen Miranda para sua viagem aos EUA em maio de 1939.
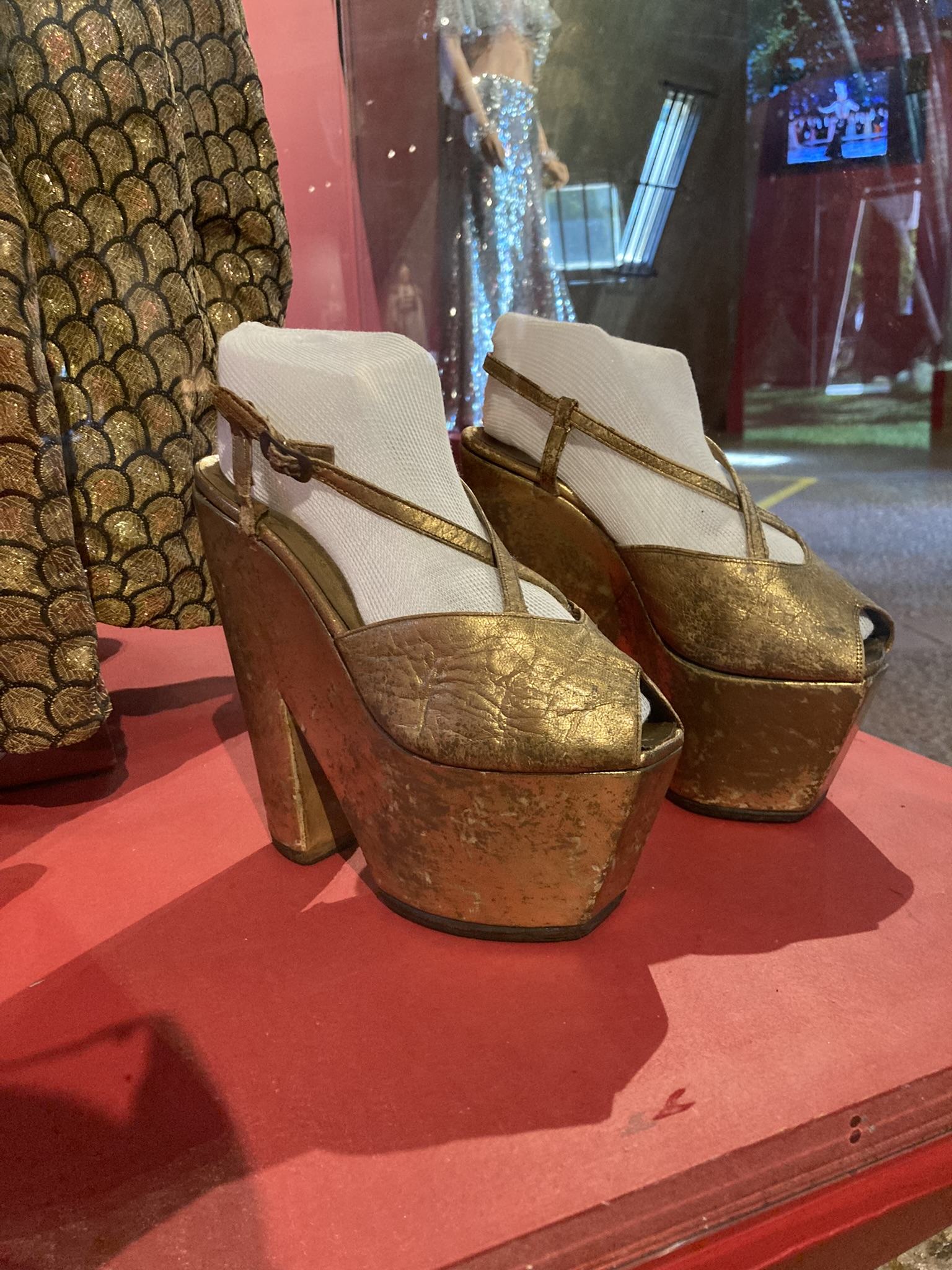
Sapatos plataforma usado por Carmen Mirada em filmes e shows.
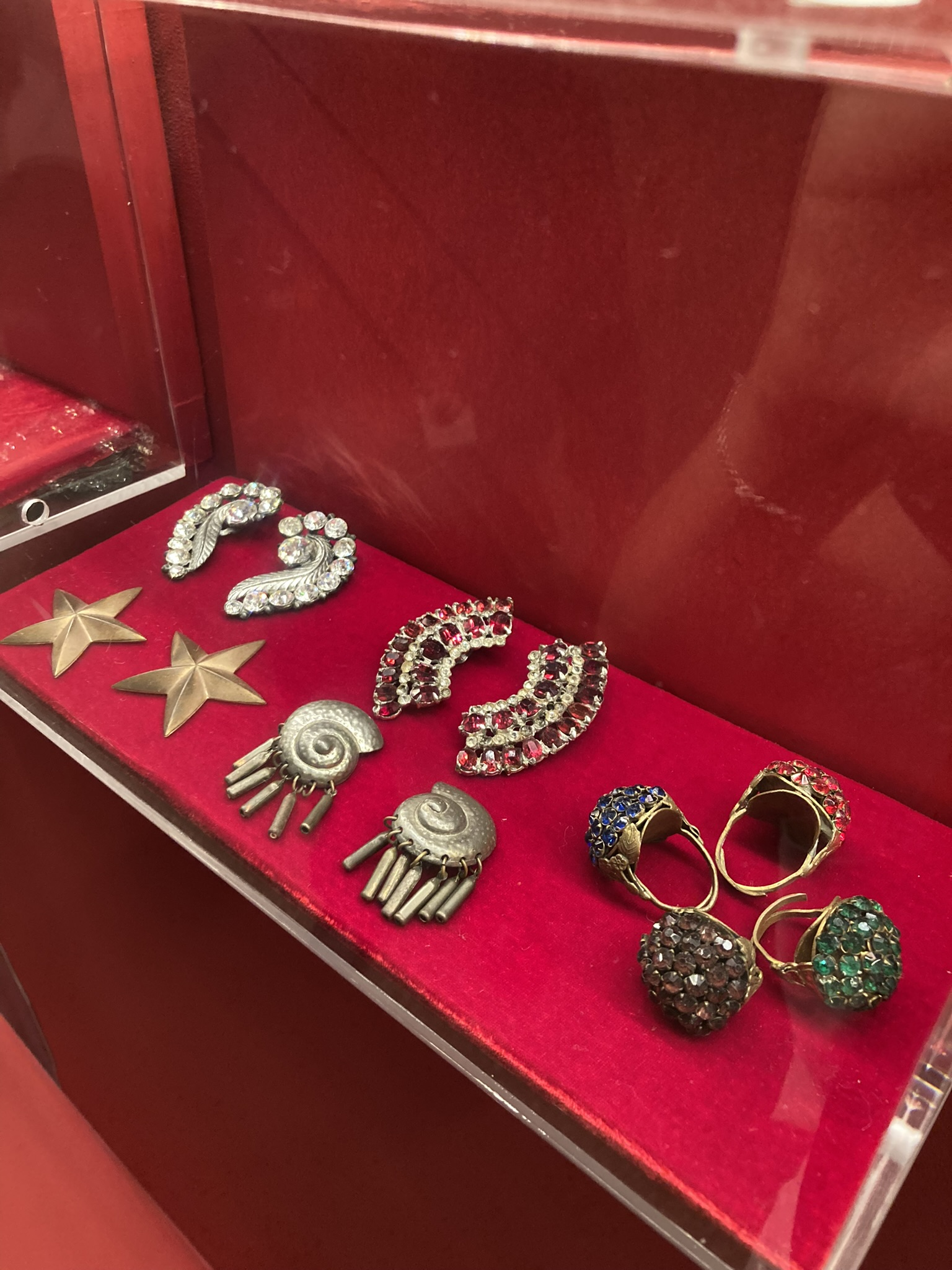
Coleção de anéis e brincos de Carmen Miranda.
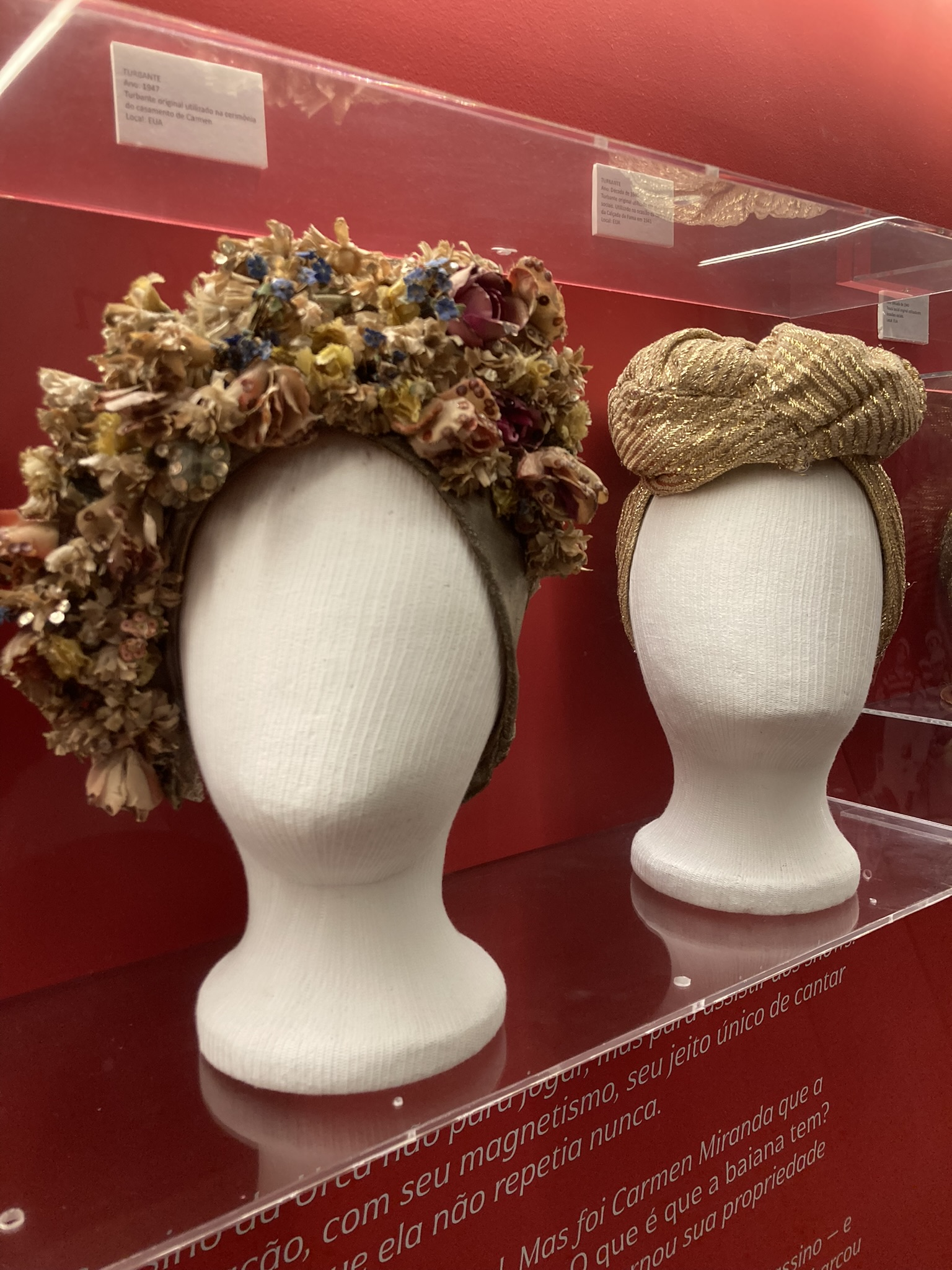
Turbantes usados por Carmen Miranda em ocasiões sociais.
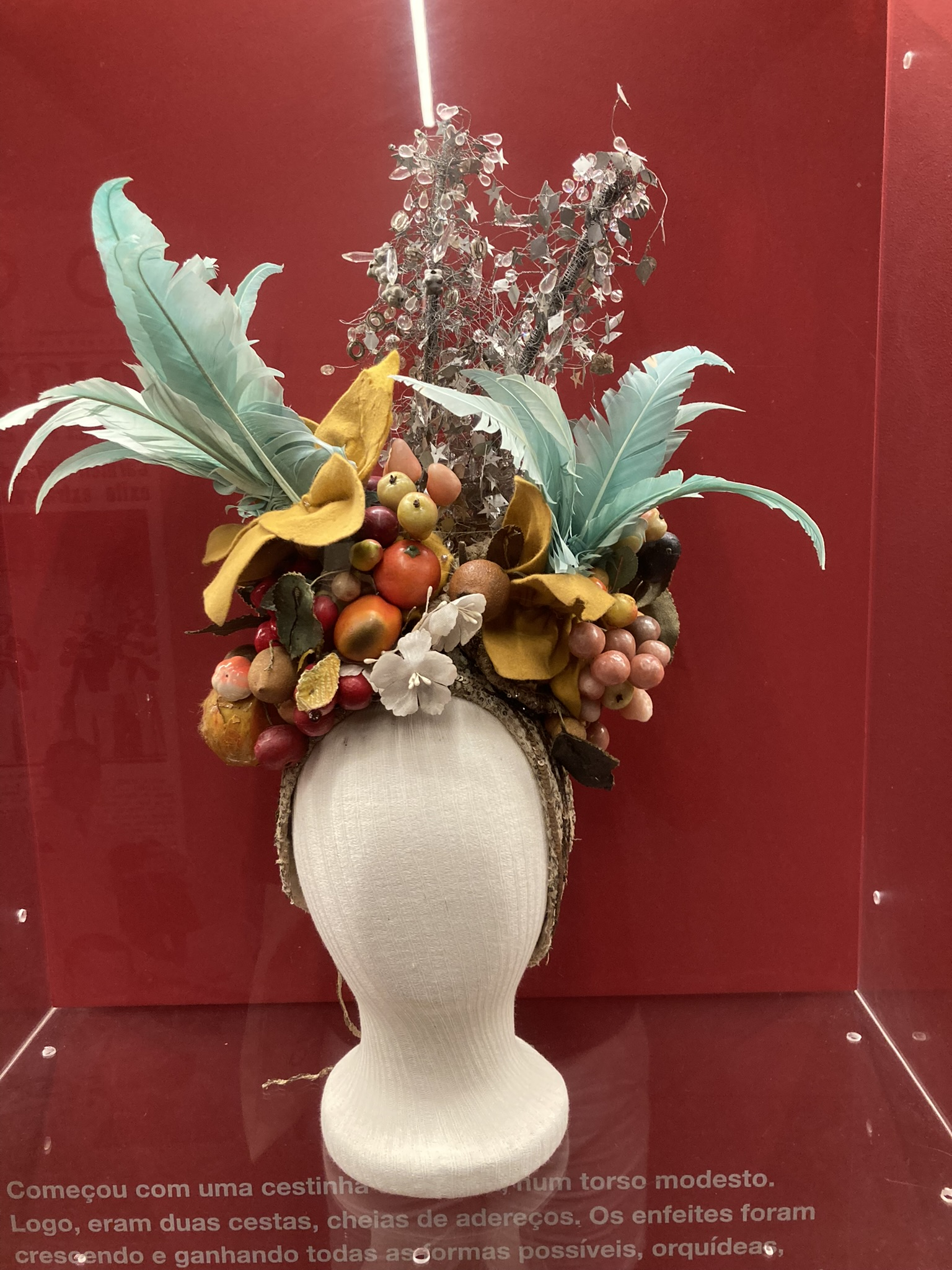
Turbante usado no filme That Night in Rio de 1941.